# 北海道稚内養護学校
北海道稚内養護学校（ほっかいどう わっかないようごがっこう、英: Hokkaido Wakkanai Special Needs School）は、北海道稚内市にあり、日本の最北に位置する特別支援学校である。

## 概要
- 小学部・中学部・高等部が設置されている。
- 寄宿舎が併設されている。
- 平成28年度（2016年）から、日本最南端に位置する沖縄県立八重山特別支援学校とオンラインで交流学習を行っている[1]。

## 通学区域
稚内市、遠別町、天塩町、猿払村、浜頓別町、中頓別町、枝幸町、豊富町、礼文町、利尻町、利尻富士町、幌延町 